# Vertain
Vertain est une commune française située dans le département du Nord, en région Hauts-de-France.

## Géographie

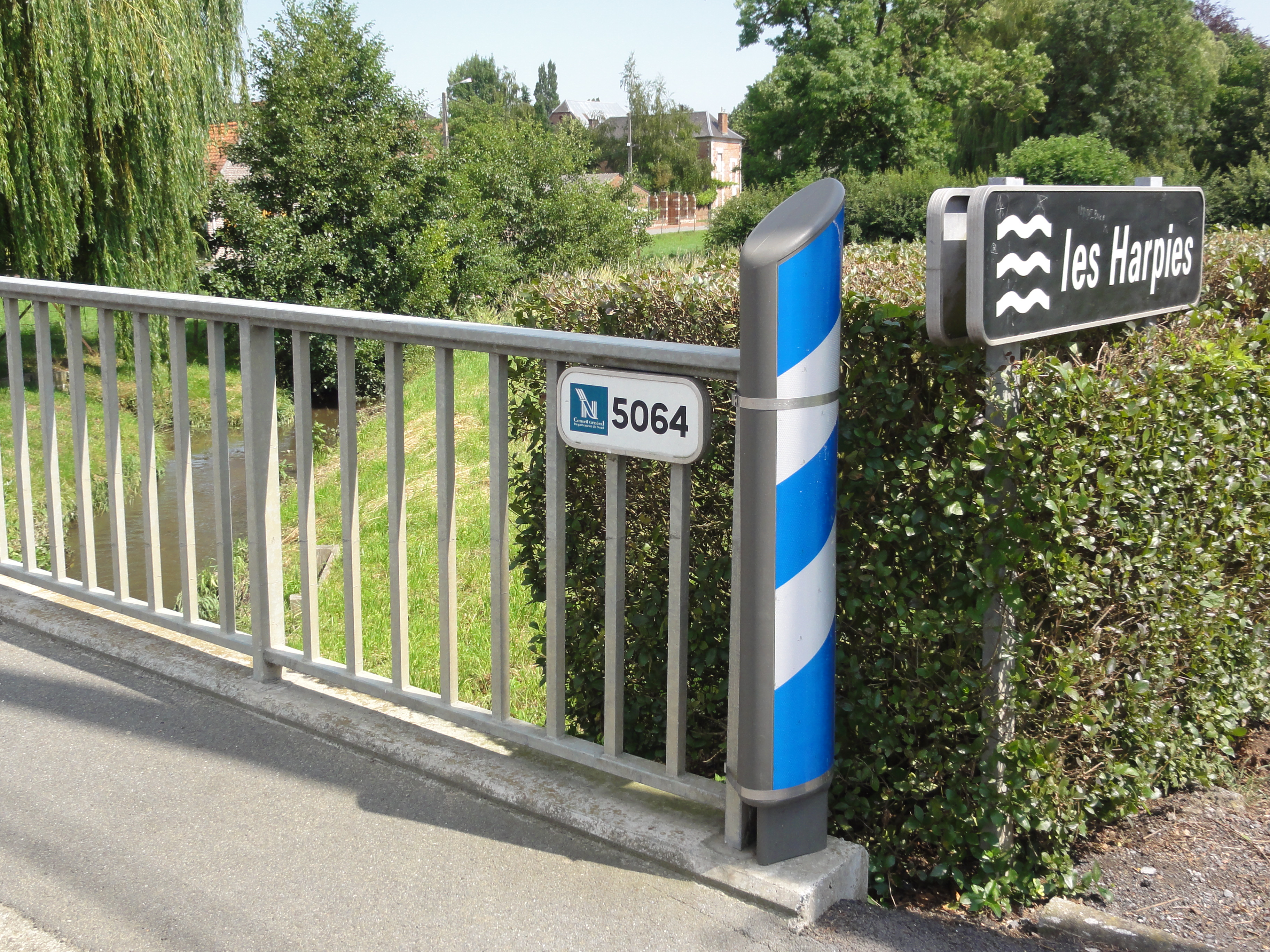
Les Harpies à Vertain.

Vertain est située à 3,5 km au nord-est de Solesmes sur le ruisseau des Harpies.

### Communes limitrophes
|                       | Saint-Martin-sur-Écaillon | Escarmain |
| Haussy                | Vertain                   |           |
| Saint-Python Solesmes |                           | Romeries  |

### Hydrographie

#### Réseau hydrographique
La commune est située dans le bassin Artois-Picardie. Elle est drainée par le ruisseau des Harpies,.
Le ruisseau des Harpies, d'une longueur de 24 km, prend sa source dans la commune de Landrecies et se jette  dans l'Écaillon à Vendegies-sur-Écaillon, après avoir traversé onze communes. 

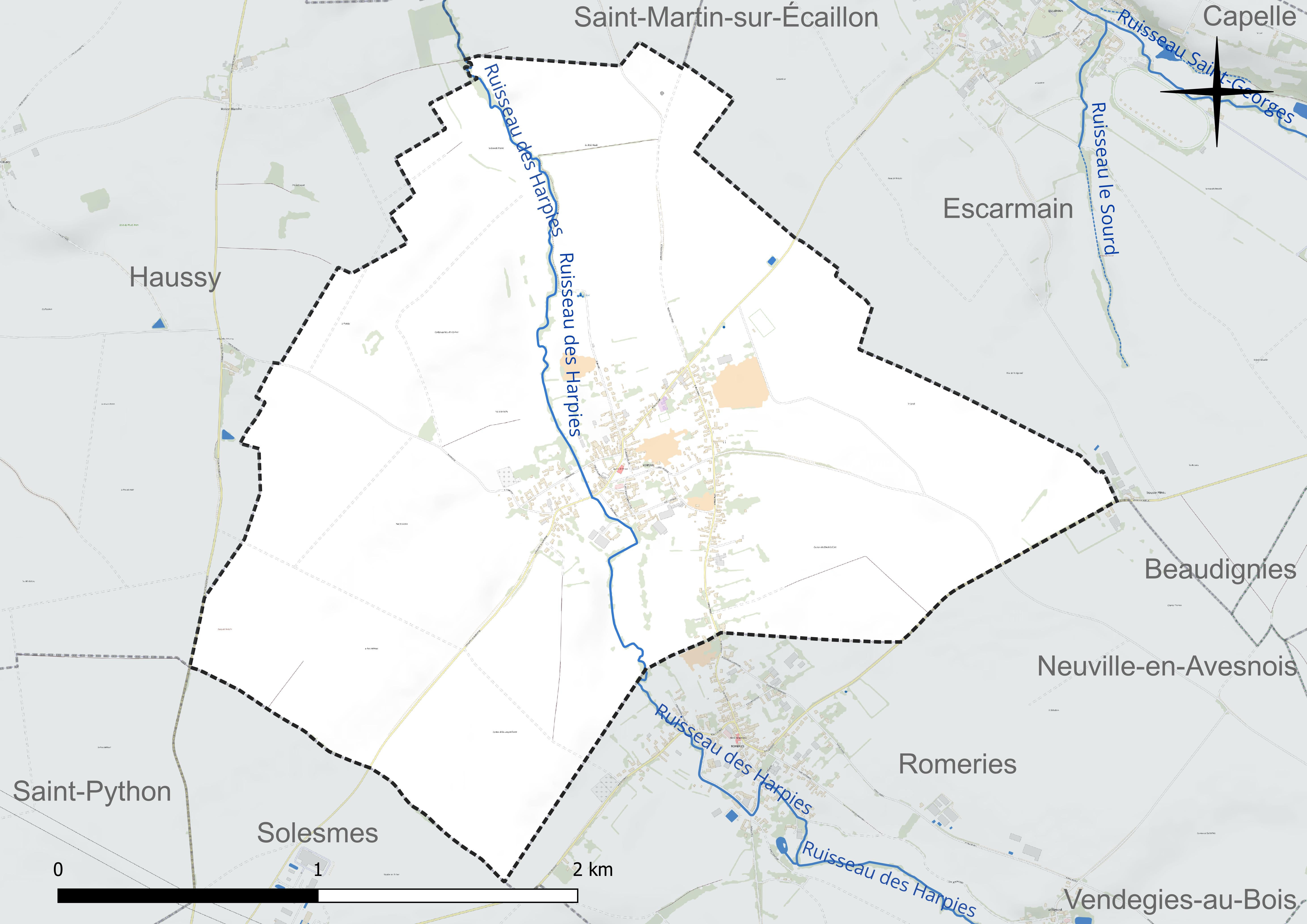
Réseau hydrographique de Vertain.

#### Gestion et qualité des eaux
Le territoire communal est couvert par le schéma d'aménagement et de gestion des eaux (SAGE) « Escaut ». Ce document de planification concerne un territoire de 2 005 km2 de superficie, délimité par le bassin versant de l'Escaut. Le périmètre a été arrêté le 9 juin 2006 et le SAGE proprement dit a été approuvé le 13 juillet 2021. La structure porteuse de l'élaboration et de la mise en œuvre est le syndicat mixte Escaut et Affluents (SyMEA). 
La qualité des cours d'eau peut être consultée sur un site dédié géré par les agences de l'eau et l'Agence française pour la biodiversité. 

### Climat
Pour des articles plus généraux, voir Climat des Hauts-de-France et Climat du Nord.
En 2010, le climat de la commune est de type climat océanique dégradé des plaines du Centre et du Nord, selon une étude du CNRS s'appuyant sur une série de données couvrant la période 1971-2000. En 2020, Météo-France publie une typologie des climats de la France métropolitaine dans laquelle la commune est exposée à un climat océanique altéré et est dans la région climatique  Nord-est du bassin Parisien, caractérisée par un ensoleillement médiocre, une pluviométrie moyenne régulièrement répartie au cours de l'année et un hiver froid (3 °C).
Pour la période 1971-2000, la température annuelle moyenne est de 9,9 °C, avec une amplitude thermique annuelle de 15 °C. Le cumul annuel moyen de précipitations est de 773 mm, avec 12,3 jours de précipitations en janvier et 9,3 jours en juillet. Pour la période 1991-2020, la température moyenne annuelle observée sur la station météorologique la plus proche, située sur la commune de Valenciennes à 16 km à vol d'oiseau, est de 11,0 °C et le cumul annuel moyen de précipitations est de 694,1 mm,. Pour l'avenir, les paramètres climatiques de la commune estimés pour 2050 selon différents scénarios d'émission de gaz à effet de serre sont consultables sur un site dédié publié par Météo-France en novembre 2022.

## Urbanisme

### Typologie
Au 1er janvier 2024, Vertain est catégorisée bourg rural, selon la nouvelle grille communale de densité à sept niveaux définie par l'Insee en 2022.
Elle est située hors unité urbaine. Par ailleurs la commune fait partie de l'aire d'attraction de Valenciennes (partie française), dont elle est une commune de la couronne,. Cette aire, qui regroupe 102 communes, est catégorisée dans les aires de 200 000 à moins de 700 000 habitants,.

### Occupation des sols
L'occupation des sols de la commune, telle qu'elle ressort de la base de données européenne d'occupation biophysique des sols Corine Land Cover (CLC), est marquée par l'importance des territoires agricoles (90,3 % en 2018), une proportion identique à celle de 1990 (90,3 %). La répartition détaillée en 2018 est la suivante : 
terres arables (83 %), zones urbanisées (9,7 %), prairies (7,3 %). L'évolution de l'occupation des sols de la commune et de ses infrastructures peut être observée sur les différentes représentations cartographiques du territoire : la carte de Cassini (XVIIIe siècle), la carte d'état-major (1820-1866) et les cartes ou photos aériennes de l'IGN pour la période actuelle (1950 à aujourd'hui).

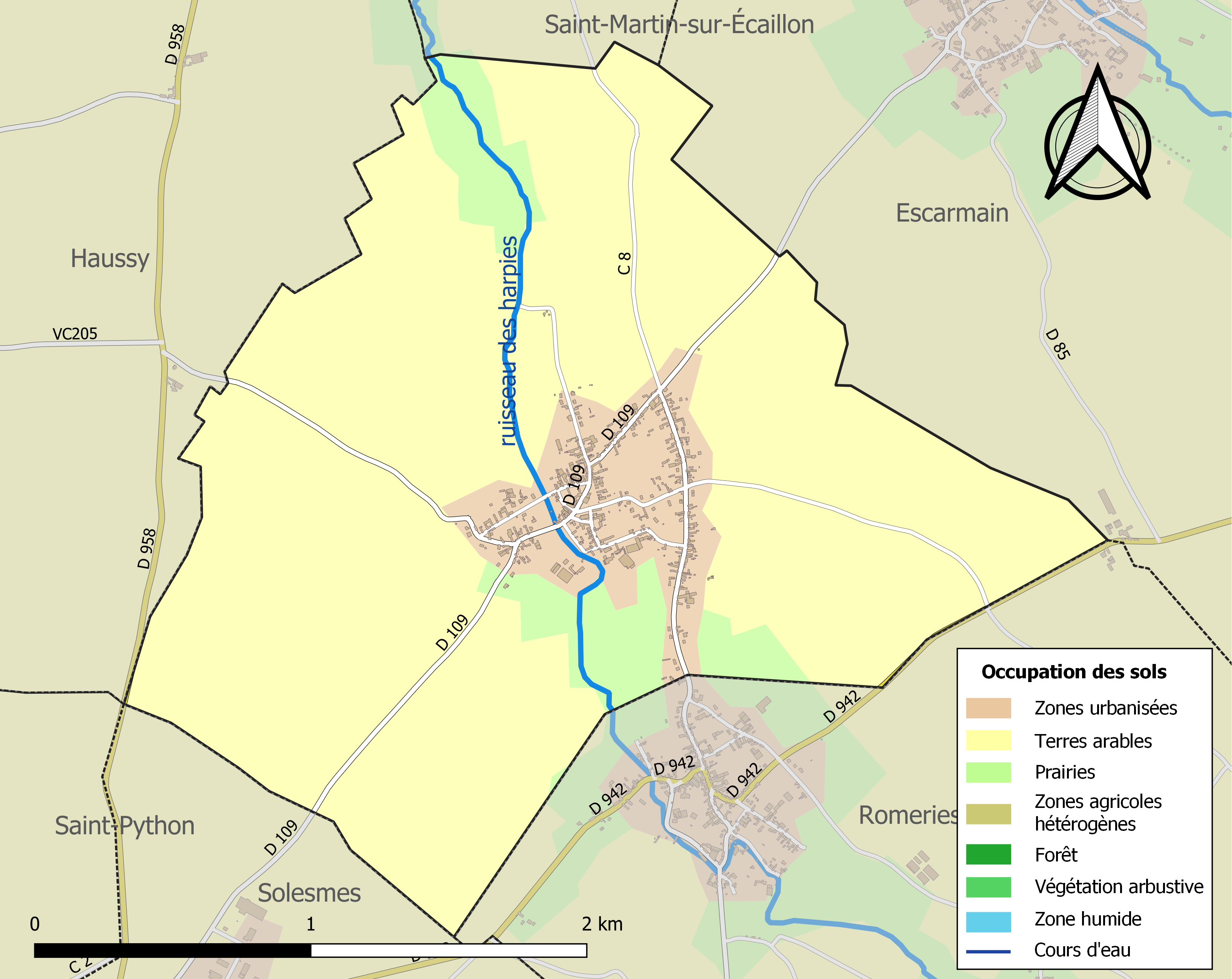
Carte des infrastructures et de l'occupation des sols de la commune en 2018 (CLC).

## Toponymie
Vertain est cité pour la première fois comme Vertinium en 871 dans le cartulaire de l'église de Cambrai. Entre les XIe et XIVe siècles on trouve le nom sous les formes Vertaing ou Verteing, Vertein, Viertaing ou encore Verthen. Selon Mannier, on pourrait rapprocher le nom de Verton dans le Pas-de-Calais, ou de la racine germanique wert-, avec des sens différents (« digue ou rempart », « île », « lieu d'observation »). Boniface le rapproche de Verdain ou Verdoin, « de couleur verte », et y voit « l'habitation des prairies ou des vergers ».

## Histoire

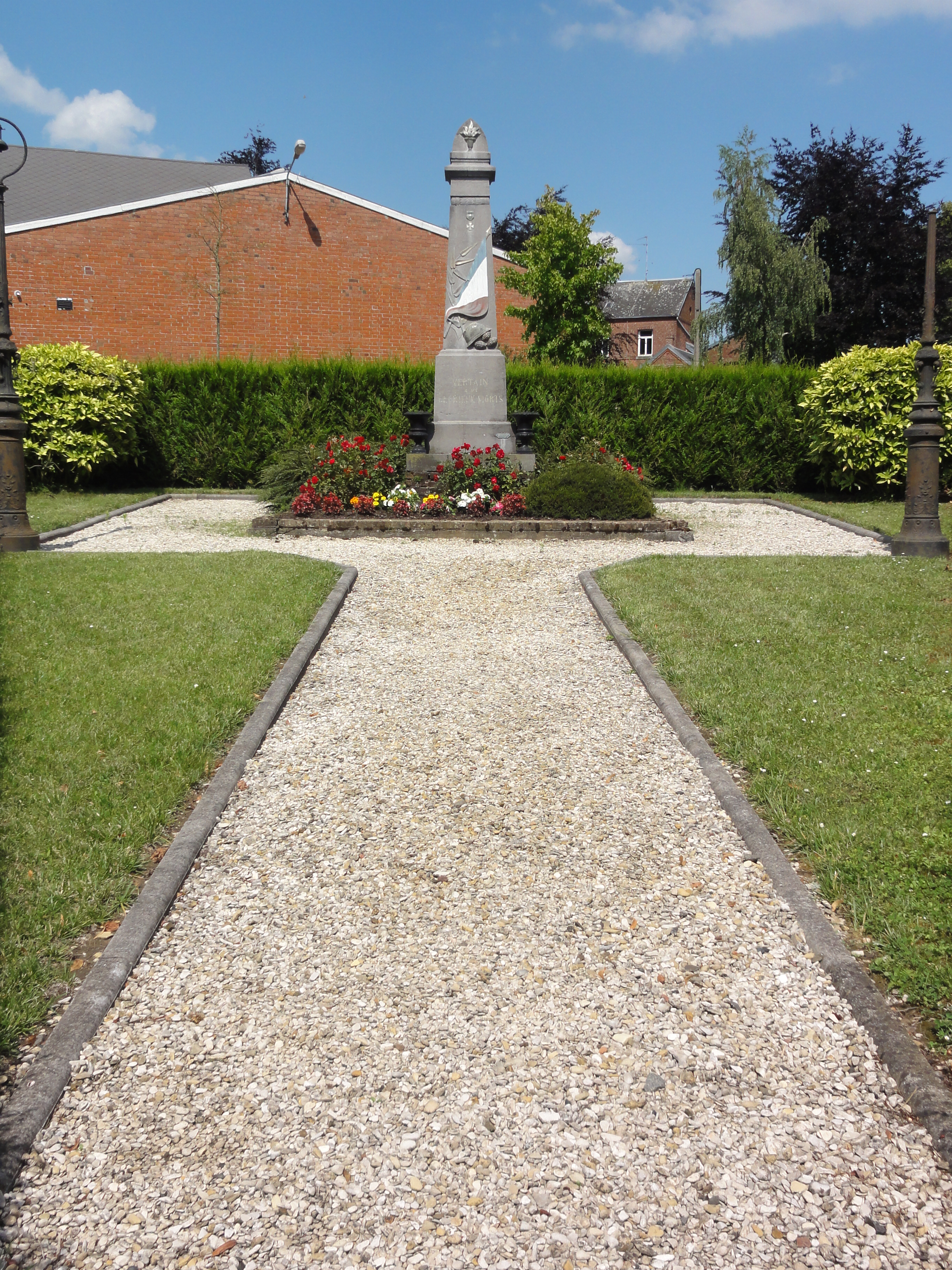
Le monument aux morts

Le nom de « Vertain » apparaît la première fois dans une charte de Pépin le Bref en date du 17 août 749.
Le territoire de Vertain est longtemps propriété des seigneurs de Bousies. Louis de Vertain combat et trouve la mort à la bataille d'Azincourt en 1415. De 1415 à 1548, cinq Eustache de Bousies se succèdent en tant que seigneurs de Vertain. Eustache V, dernier d'entre eux, est nommé général puis maréchal au service de Charles Quint. Il est récompensé du titre de chevalier de la Toison d'or. Sa fille Jeanne de Bousies épouse Charles de Rubempré en 1506.
Les Rubempré gardent la seigneurie de Vertain jusqu'à la Révolution française. Parmi eux, trois Philippe sont particulièrement connus. Le premier Philippe de Rubempré, Chevalier de la Toison d'Or, sera Gouverneur de Lille, Douai et Orchies. En son honneur, la terre de Vertain est érigée en Comté le 8 février 1614. Le deuxième, Philippe Charles fait construire l'église du village en 1629, ou il sera enterré dix ans plus tard. Le troisième, Philippe Antoine, Chevalier de la Toison d'Or, comte de Vertain, baron d'Everberg (entre Bruxelles et Louvain) est colonel de la cavalerie et Grand Veneur de Brabant. Ces trois Philippes de Rubempré ont été de grands bienfaiteurs de la paroisse de Vertain et une rue du village porte leur nom.
Vertain a reçu la croix de guerre 1914-1918 pour son attitude vis-à-vis de l'ennemi et pour les souffrances et destructions que la commune a endurées. Le 16 mai 1940, la commune doit encore déplorer la destruction au sol de vingt-six appareils sur son terrain d'aviation.

### Héraldique
| Armes de Vertain | Les armes de la commune de Vertain se blasonnent ainsi : D'argent aux trois jumelles de gueules. |

## Politique et administration

### Situation administrative
La commune de Vertain se situe dans le département du Nord et fait partie de la région Hauts-de-France. Elle appartient à l'arrondissement de Cambrai (à 24 km) et au Canton de Caudry (à 14 km).
La commune est membre de la Communauté de communes du Pays Solesmois, qui rassemble quinze communes (Beaurain, Bermerain, Capelle, Escarmain, Haussy, Montrécourt, Romeries, Saint-Martin-sur-Écaillon, Saint-Python, Saulzoir, Solesmes, Sommaing, Vendegies-sur-Écaillon, Vertain et Viesly) pour une population totale d'un peu moins de 15 000 habitants.

### Liste des maires
Maire de  1802 à 1807 : Jean Bapt. Dubois,.
| Période                                  | Période      | Identité                   | Étiquette | Qualité                                                          |
| ---------------------------------------- | ------------ | -------------------------- | --------- | ---------------------------------------------------------------- |
| 1919                                     | 1935         | Irénée Carlier (1878-1946) | SFIO      | Commerçant, conseiller général du Canton de Solesmes (1924-1940) |
| 1945                                     | 1946 (décès) | Irénée Carlier (1878-1946) | SFIO      | Commerçant                                                       |
|                                          |              | Jean Delcourt              |           | propriétaire agriculteur                                         |
|                                          | mars 2001    | Pierre Carlier             | PS        | Conseiller général du Canton de Solesmes (1971-2004)             |
| mars 2001                                | mars 2008    | Jean-Marie Lamay           |           |                                                                  |
| mars 2008                                | En cours     | Jean-Marc Lemeiter         | DVD       | Retraité                                                         |
| Les données manquantes sont à compléter. |              |                            |           |                                                                  |

## Population et société

### Démographie

#### Évolution démographique

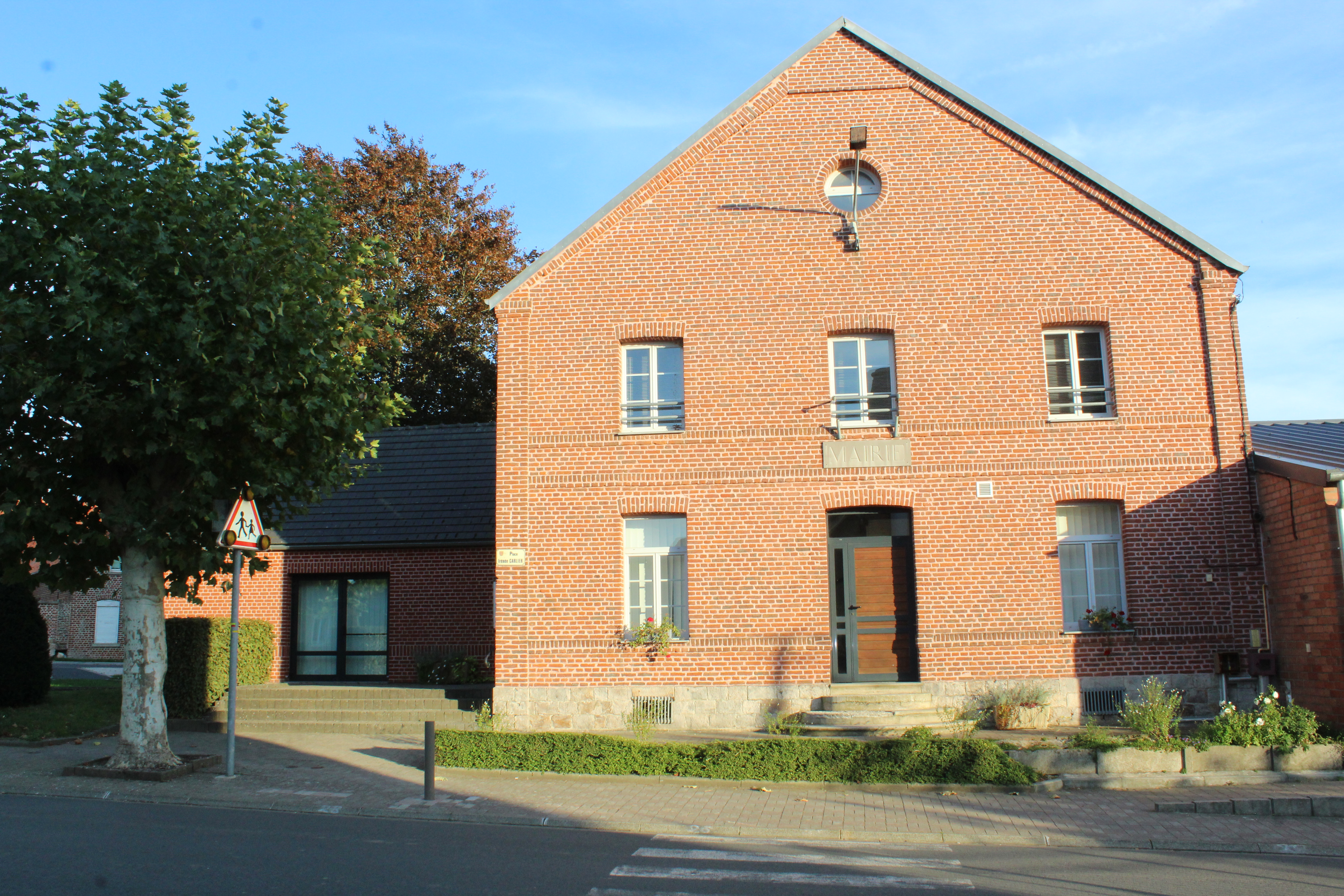
La mairie.

L'évolution du nombre d'habitants est connue à travers les recensements de la population effectués dans la commune depuis 1793. Pour les communes de moins de 10 000 habitants, une enquête de recensement portant sur toute la population est réalisée tous les cinq ans, les populations de référence des années intermédiaires étant quant à elles estimées par interpolation ou extrapolation. Pour la commune, le premier recensement exhaustif entrant dans le cadre du nouveau dispositif a été réalisé en 2008.

En 2022, la commune comptait 524 habitants, en évolution de +0,19 % par rapport à 2016 (Nord : +0,51 %, France hors Mayotte : +2,11 %).
| 1793 | 1800 | 1806 | 1821  | 1831 | 1836  | 1841  | 1846  | 1851  |
| ---- | ---- | ---- | ----- | ---- | ----- | ----- | ----- | ----- |
| 889  | 894  | 838  | 1 048 | 982  | 1 011 | 1 036 | 1 249 | 1 262 |

| 1856  | 1861  | 1866  | 1872  | 1876  | 1881  | 1886  | 1891  | 1896  |
| ----- | ----- | ----- | ----- | ----- | ----- | ----- | ----- | ----- |
| 1 248 | 1 268 | 1 330 | 1 311 | 1 268 | 1 170 | 1 142 | 1 114 | 1 052 |

| 1901  | 1906  | 1911 | 1921 | 1926 | 1931 | 1936 | 1946 | 1954 |
| ----- | ----- | ---- | ---- | ---- | ---- | ---- | ---- | ---- |
| 1 018 | 1 025 | 886  | 637  | 648  | 613  | 566  | 552  | 650  |

| 1962 | 1968 | 1975 | 1982 | 1990 | 1999 | 2006 | 2008 | 2013 |
| ---- | ---- | ---- | ---- | ---- | ---- | ---- | ---- | ---- |
| 603  | 587  | 493  | 520  | 525  | 515  | 479  | 469  | 525  |

| 2018 | 2022 | - | - | - | - | - | - | - |
| ---- | ---- | - | - | - | - | - | - | - |
| 510  | 524  | - | - | - | - | - | - | - |

Village essentiellement agricole, Vertain a vu sa population passer de 1268 hab. en 1860 à 525 personnes en 1990.[réf. nécessaire]

#### Pyramide des âges
La population de la commune est relativement jeune.
En 2018, le taux de personnes d'un âge inférieur à 30 ans s'élève à 35,9 %, soit en dessous de la moyenne départementale (39,5 %). À l'inverse, le taux de personnes d'âge supérieur à 60 ans est de 21,4 % la même année, alors qu'il est de 22,5 % au niveau départemental.
En 2018, la commune comptait 250 hommes pour 260 femmes, soit un taux de 50,98 % de femmes, légèrement inférieur au taux départemental (51,77 %).
Les pyramides des âges de la commune et du département s'établissent comme suit.
| Hommes | Classe d’âge | Femmes |
| ------ | ------------ | ------ |
| 0,0    | 90 ou +      | 0,8    |
| 4,8    | 75-89 ans    | 6,2    |
| 16,8   | 60-74 ans    | 14,2   |
| 20,4   | 45-59 ans    | 21,5   |
| 22,8   | 30-44 ans    | 20,8   |
| 16,8   | 15-29 ans    | 16,5   |
| 18,4   | 0-14 ans     | 20,0   |

| Hommes | Classe d’âge | Femmes |
| ------ | ------------ | ------ |
| 0,5    | 90 ou +      | 1,4    |
| 5,3    | 75-89 ans    | 8,1    |
| 14,8   | 60-74 ans    | 16,2   |
| 19,1   | 45-59 ans    | 18,4   |
| 19,5   | 30-44 ans    | 18,7   |
| 20,7   | 15-29 ans    | 19,1   |
| 20,2   | 0-14 ans     | 18     |

## Équipements
À Vertain, il y a : une mairie, une église, un terrain de foot, un plateau de basket, une école, un café-restaurant, une ferme éducative.

## Lieux et monuments
- L'église Saint-Pierre fut construite en 1628 par le comte Philippe II de Rebempré, seigneur de Vertain, inhumé dans le chœur. On trouve dans cette église, un retable daté de 1465 provenant de l'ancienne chapelle est une cuve baptismale en marbre noir de 1704. la tour-clocher fut rénovée en 2003. La nef, reconstruite après l'incendie de 1850 est de style néogothique[28].
- Le calvaire. En 1905, deux calvaires ont été inaugurés, il en reste un.
- Le monument aux morts.
- Corps de ferme avec porche et pigeonnier au centre du village.
- Le cimetière militaire britannique situé à côté du cimetière communal.

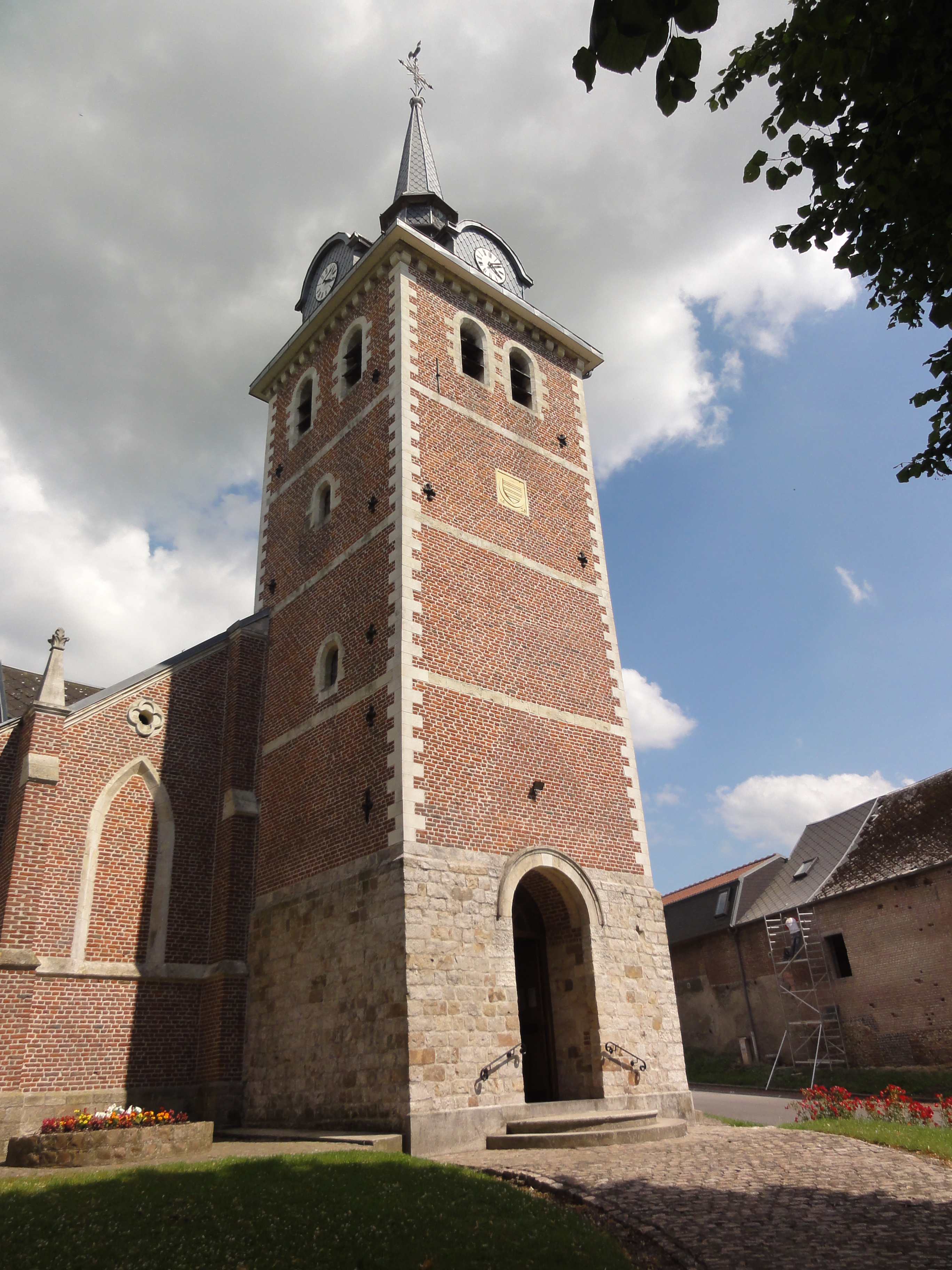
Tour et façade de l'église Saint-Pierre
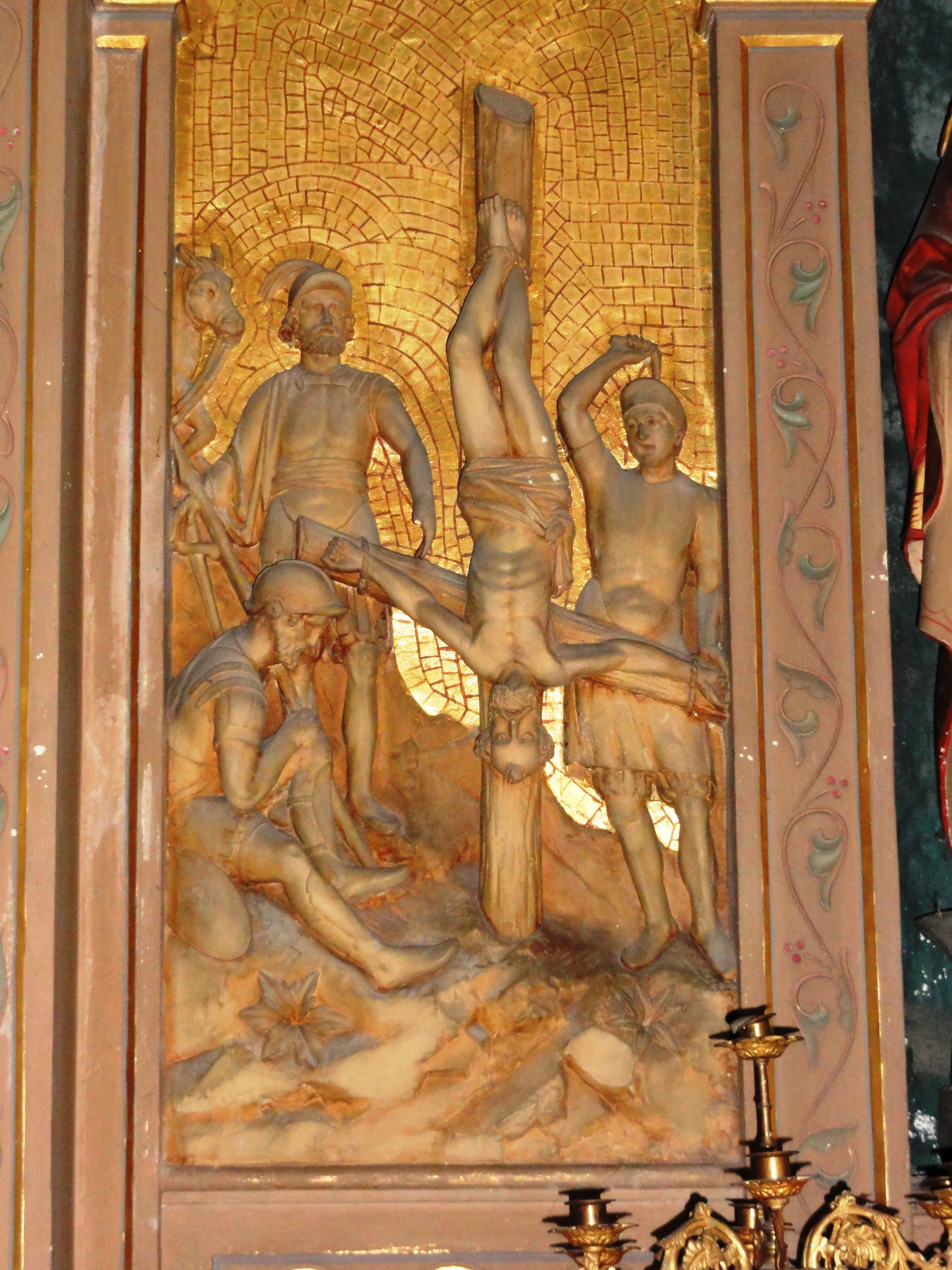
Relief dur retable: la crucifixion de Saint-Pierre.
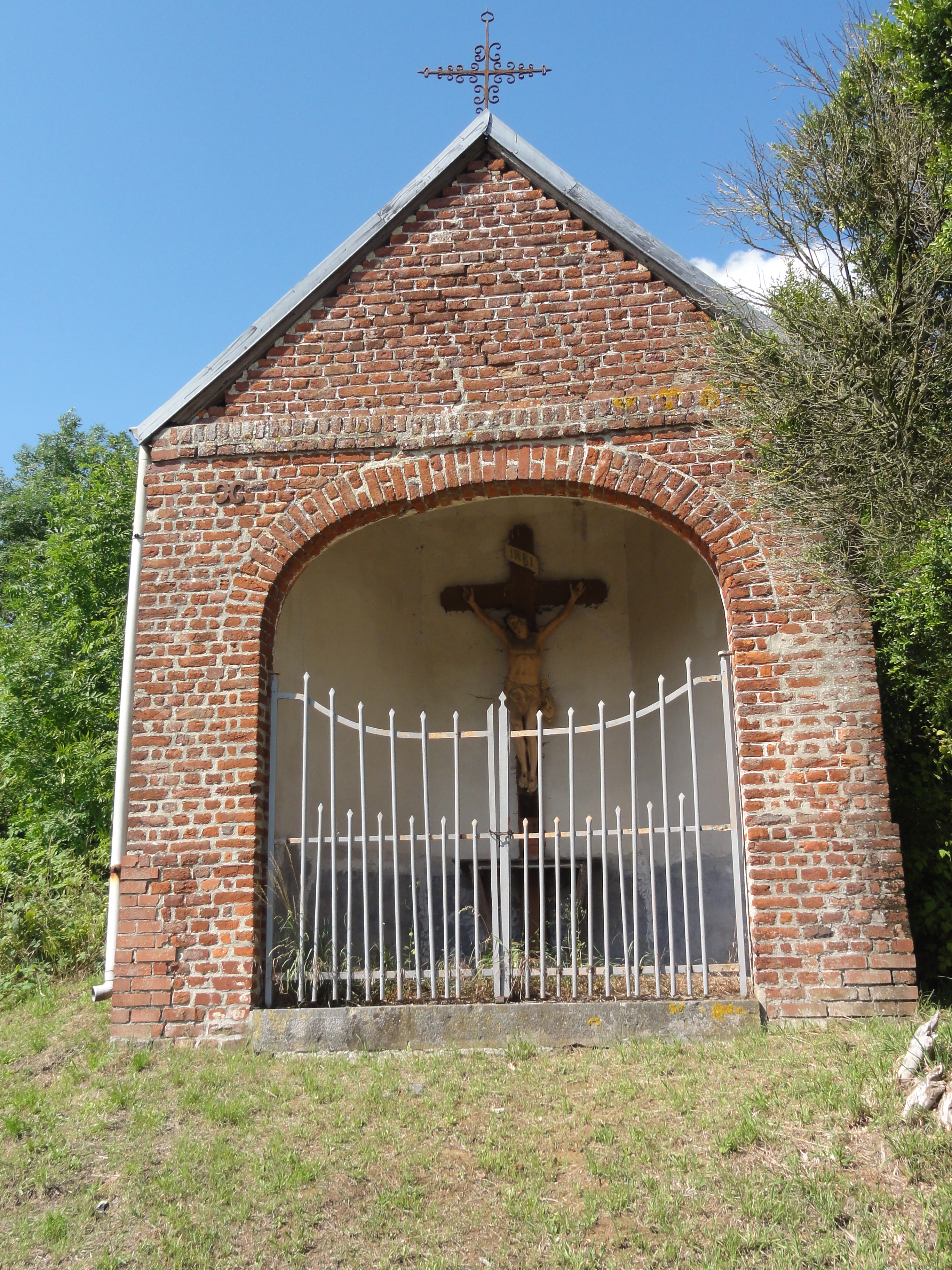
Le calvaire de 1905.
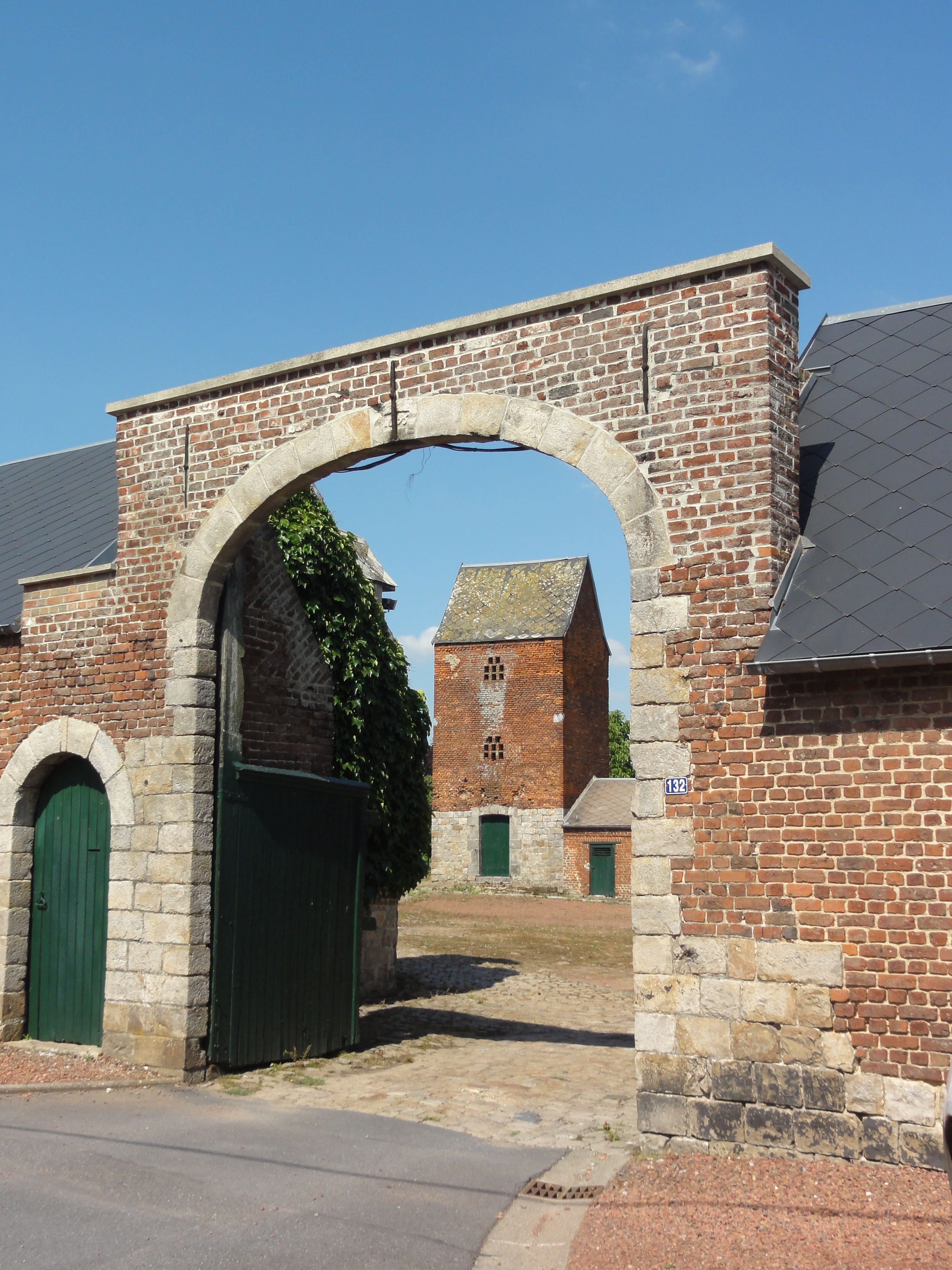
Porche et tour pigeonnier.
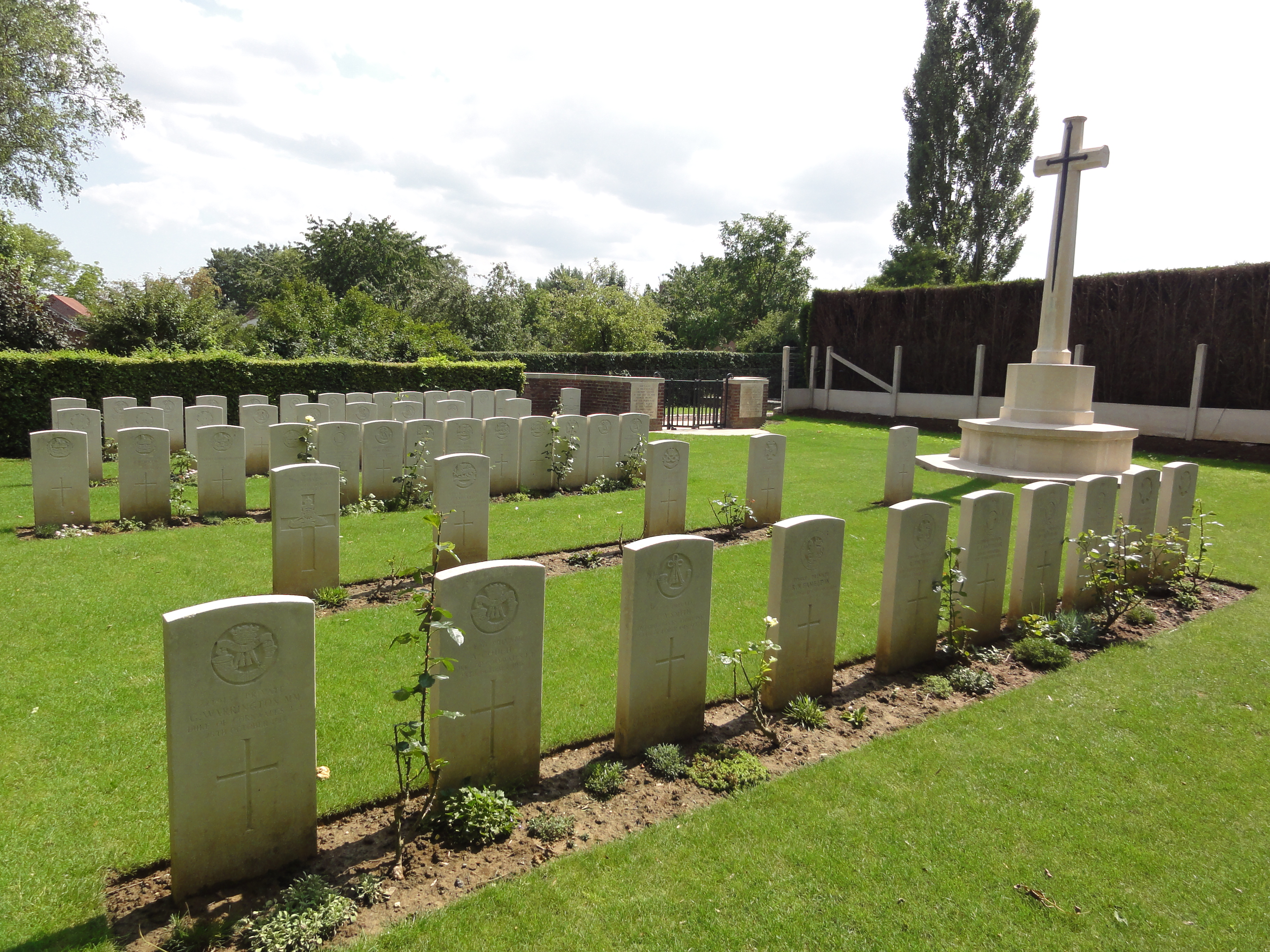
L'extension du cimetière communal, CWGC

## Personnalités liées à la commune
- Philippe de Rubempré (1558-1639), créé comte de Vertain par lettres patentes du 8 février 1614.
- Narcisse Pavot (1895-1971), résistant et homme politique français, né dans la commune.

## Pour approfondir